# Шункуюш
Шункуюш (рум. Șuncuiuș) — село у повіті Біхор в Румунії. Адміністративний центр комуни Шункуюш.
Село розташоване на відстані 393 км на північний захід від Бухареста, 48 км на схід від Ораді, 83 км на захід від Клуж-Напоки.

## Населення
За даними перепису населення 2002 року у селі проживала 1831 особа.
Національний склад населення села:
| Національність   | Кількість осіб | Відсоток |
| ---------------- | -------------- | -------- |
| румуни           | 1720           | 93,9%    |
| угорці           | 99             | 5,4%     |
| росіяни-липовани | 8              | 0,4%     |

Рідною мовою назвали:
| Мова      | Кількість осіб | Відсоток |
| --------- | -------------- | -------- |
| румунська | 1754           | 95,8%    |
| угорська  | 73             | 4,0%     |